# Biserica „Sfânta Treime” din Măgureni
Biserica „Sfânta Treime” din Măgureni este un monument istoric aflat pe teritoriul satului Măgureni, comuna Măgureni. În Repertoriul Arheologic Național, monumentul apare cu codul 134069.02.